# 아널드 보슬루
아널드 보슬루(Arnold Vosloo, 1962년 6월 16일 ~ )는 남아프리카 공화국 출신의 미국 배우이다.

## 출연 작품

### 영화
- 생매장 (1990)
- 1492 콜럼버스 (1992)
- 하드 타겟 (1993)
- 사랑의 이중주 (1997)
- 미이라 (1999) - 이모텝 역
  - 미이라 2 (2001) - 고위 사제 이모텝 역
- 에이전트 코디 뱅크스 (2003)
- 블러드 다이아몬드 (2006)
- 지.아이.조: 전쟁의 서막 (2009)
  - 지.아이.조 2 (2013)
- 오드 토머스 (2013)

### 텔레비전
- 참드 (2000)
- 앨리어스 (2004)
- 24 (2005)
- 척 (2009)
- NCIS (2009-10)
- 사이크 (2010)
- 본즈 (2011)
- 엘리멘트리 (2013)
- 크라이시스 (2014)
- 그림 형제 (2015)
- 크리미널 마인드: 국제범죄수사팀 (2016)
- 볼트론: 전설 속의 수호자 (2017) - 목소리
- 보슈 (2017)
- 블랙리스트 (2019)
- 톰 클랜시의 잭 라이언 (2019)

### 비디오 게임
- 스트랭글홀드 (2007)